# Alysidiopsis lignicola
Alysidiopsis lignicola är en svampart som beskrevs av Mercado, Figueras & J. Mena 1996. Alysidiopsis lignicola ingår i släktet Alysidiopsis, divisionen sporsäcksvampar och riket svampar.   Inga underarter finns listade i Catalogue of Life.